# Amunicja karabinowa

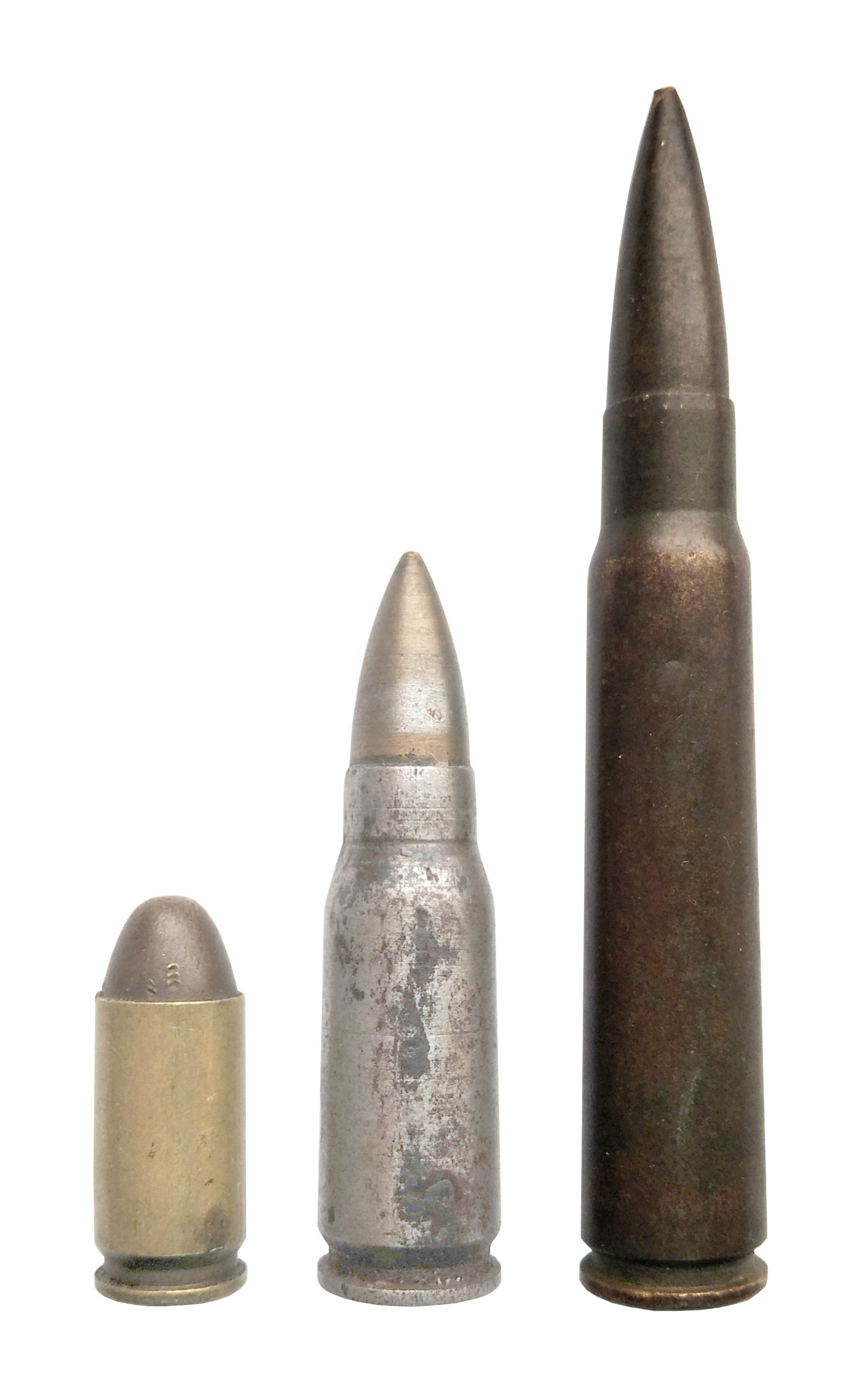
Od lewej:
9 × 19 mm (nabój pistoletowy)
7,92 × 33 mm (nabój pośredni)
7,92 × 57 mm (nabój karabinowy)

Amunicja karabinowa – rodzaj amunicji zespolonej przeznaczonej do zasilania karabinów. Kaliber pocisków amunicji karabinowej waha się zazwyczaj w przedziale od 6 do 13 mm (najczęściej 7-8 mm). Cechą charakterystyczną tego typu amunicji jest osiąganie przez jej pociski wysokiej energii i prędkości początkowej.
Rodzaje amunicji karabinowej: 
- standardowa – przeznaczona dla karabinów i lekkiej broni maszynowej (ręcznych i lekkich karabinów maszynowych);
- z pociskiem ciężkim – posiadająca cięższy pocisk, czasem także nieco inny skład prochu. Dawniej stosowana do zasilana ciężkich karabinów maszynowych, obecnie głównie jako amunicja do karabinów wyborowych;
- przeciwpancerna – pocisk wyposażony w rdzeń przeciwpancerny, amunicja przeznaczona do niszczenia lekko opancerzonych wozów bojowych;
- smugowa – pocisk wyposażony w smugacz, który w trakcie lotu spala się pozostawiając dymny lub świetlny ślad (smugę) w powietrzu co ułatwia nanoszenie poprawek przy celowaniu;
- wskaźnikowa – pocisk pozostawiający widoczny obłoczek dymu po trafieniu w przeszkodę, ułatwiający nanoszenie poprawek przy celowaniu;
- ślepa – amunicja pozbawiona pocisków lub z pociskami rozpadającymi się po opuszczeniu lufy;
- szkolna – nie posiada ładunku miotającego ani spłonki.